# Bodonal de la Sierra
Bodonal de la Sierra es un municipio y localidad española de la provincia de Badajoz, en la comunidad autónoma de Extremadura.

## Situación
Está ubicado al sur de la provincia, asentado en un valle en las estribaciones de la sierra de Tentudía. Se halla dentro del mayor bosque arbolado en España que se extiende por las provincias de Badajoz, Huelva y Sevilla.[cita requerida] Pertenece a la comarca de Tentudía y al Partido judicial de Fregenal de la Sierra.

## Etimología e historia

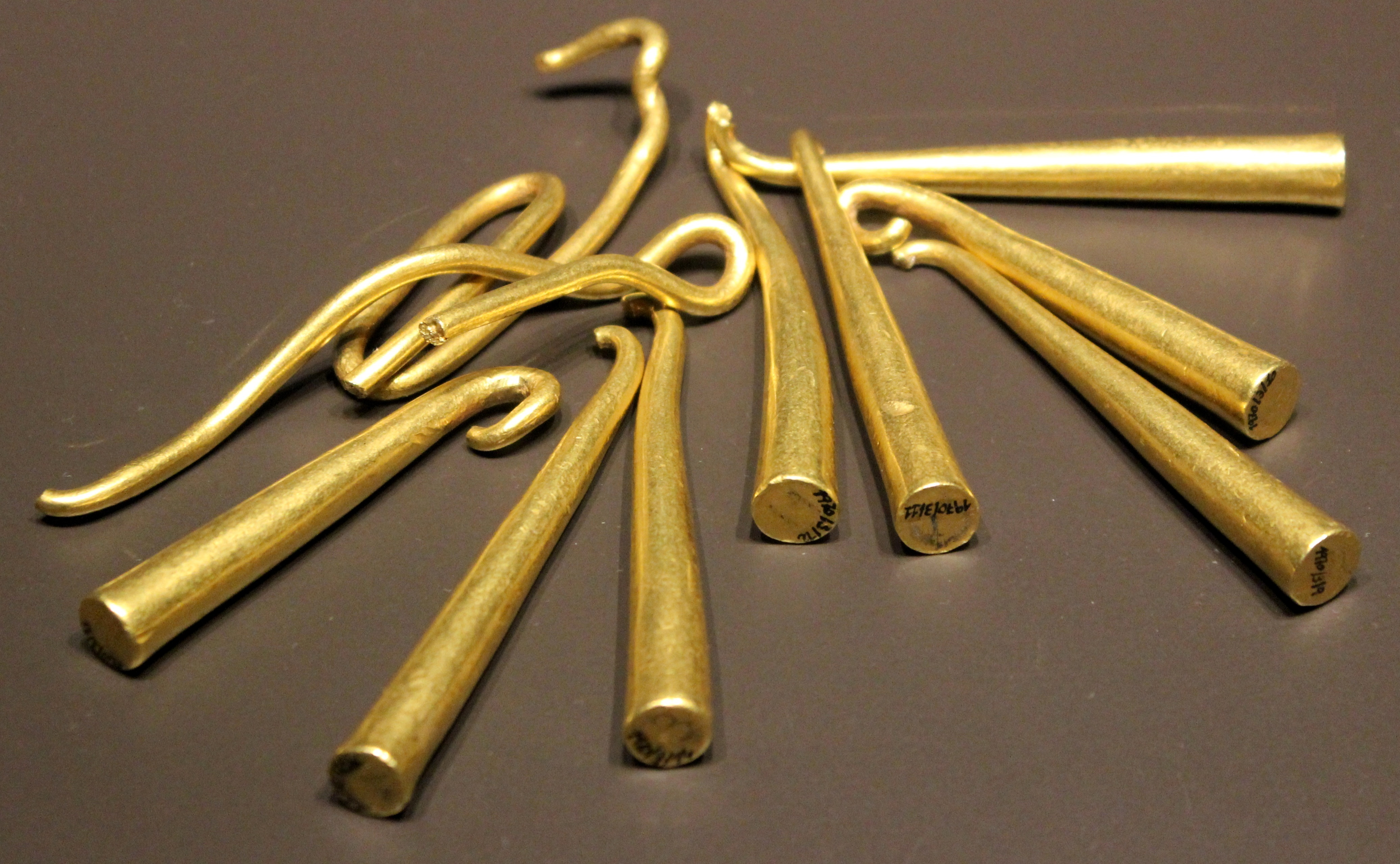
Tesoro de Bodonal en el Museo Arqueológico Nacional de Madrid

Con una denominación proveniente con casi toda seguridad del asturleonés ("bodón", terreno pantanoso derivado de "Bodos" dios celta y el sufijo abundancial 'al' significa abundancia) en sus alrededores hay vestigios arqueológicos probablemente celtas (Castrejón) que se encuentran por determinar arqueológicamente.
En 1594 Bodonal formaba parte del reino de Sevilla en la Sierra de Aroche y contaba con 376 vecinos pecheros.
A la caída del Antiguo Régimen la localidad se constituye en municipio constitucional en la región de Extremadura. Desde 1834 quedó integrado en el Partido judicial de Fregenal de la Sierra. En el censo de 1842 contaba con 480 hogares y 1680 vecinos.

## Demografía
Bodonal de la Sierra cuenta con una población de 993 habitantes (INE 2024).
| Gráfica de evolución demográfica de Bodonal de la Sierra entre 1842 y 2021                                                                                               |
| |
| Población de derecho según los censos de población del INE. Población de hecho según los censos de población del INE.En estos censos se denominaba Bodonal: 1842 y 1857. |

## Patrimonio
- Iglesia parroquial católica de San Blas Mártir, en la Archidiócesis de Mérida-Badajoz.[7]
- Ermita de Nuestra Señora de Flores.
- Ermita de Nuestra Señora de Guía.
- Alcornoque de los Galaperales, en el término municipal de Bodonal de la Sierra.[8]

## Fiestas

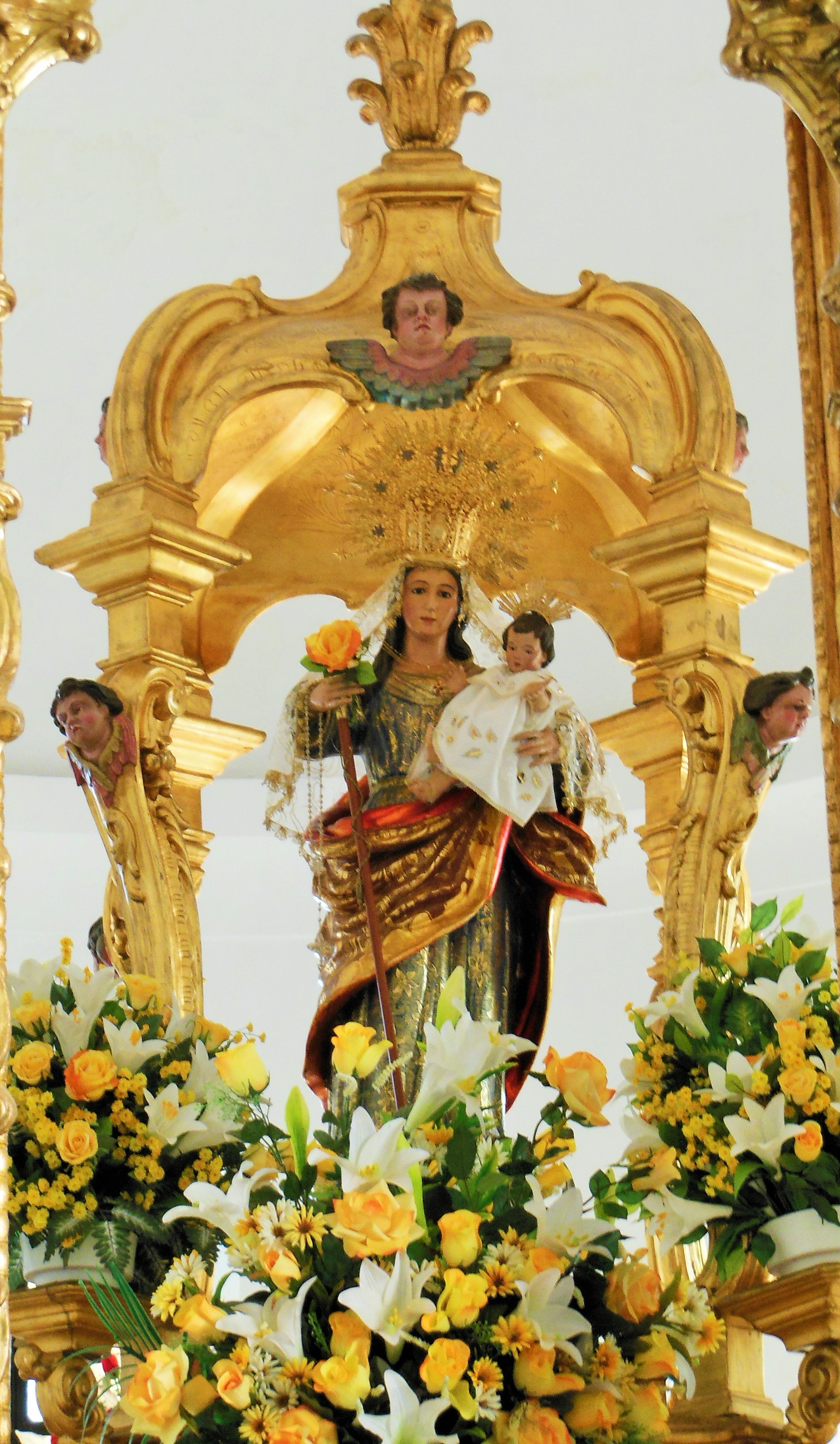
Virgen de las Flores, patrona de Bodonal.

- La Candelaria, el 2 de febrero, en que los lugareños hacen diversas candelas por las calles del pueblo durante la noche y a la luz y calor de las cuales comen y beben en honor de san Blas (patrón de Bodonal).
- San Blas, el 3 de febrero, patrón del pueblo. Donde los vecinos degustan las rosquillas de San Blas antes bendecidas y comen las tradicionales migas todos juntos.
- El camino, (Primer sábado de mayo), primera romería, en la cual se hace un recorrido por algunos de los caminos del entorno del pueblo.
- San Isidro, el 15 de mayo, romería que se celebra a las afueras en una dehesa de encinas donde se degustan platos típicos, se canta y se baila.
- Fiesta del Emigrante, 15 de agosto, con varios días de verbenas y capeas en honor a los emigrantes bonalejos.
- Virgen de las Flores, el 8 de septiembre, donde los bonalejos y visitantes disfrutan de varios días de capeas en la tarde y verbenas populares en la noche.

## Gastronomía
- Cerdo ibérico, criado en la zona.
- Quesos de cabra. Destaca Sierra del Sur que el último productor elabora y que ha sido nombrado mejor queso de cabra curado en España en los Premios Gourmet.[9]